# John R. Allen
Pour les articles homonymes, voir John Allen et Allen.
John R. Allen, né le 15 décembre 1953, est un militaire américain. Le 12 septembre 2014, il est nommé au poste d'émissaire spécial du président pour la coalition contre l'État islamique.